# Ігнатій з Любарова
Ігнатій (можливо, Симонович) з Любарова (також, Любартова; місце і роки народження та смерті невідомі) — ієромонах, письменник 2-ї половини XVI — середини XVII століття.

## Життєпис
Отець Ігнатій, імовірно, походив із містечка Любартов (тепер Любар на Житомирщині). Він міг бути звідти родом та/або бути пов'язаним зі служінням у новозаснованому Любарському Свято-Георгіївському монастирю.
Ігнатій був близьким до Йова Княгиницького, перебував з ним в Угорницькому монастирі та Скиті Манявському.
Він є автором великого біографічного твору про Йова Княгиницького «Житіє и жизнь прєподобнаго отца нашєго Іова, и о сконьчанїи єго, и о сьставлєнїи Святыѧ Обители Скутскыѧ, вь кратцѣ списано» (надалі — «Житіє..»; написане між 1623 та 1628 роками). У ньому відображено численні історико-культурні та соціально-побутові факти першої чверті XVII століття, зокрема, свідчення про перебування Івана Вишенського в Україні в 1604—1606 роках.
«Житіє..» разом зі списками «Завіту Духовного ієросхимонаха Феодосія, колишнього ігумена святої обителі Скитської, для розуміння і виконання духовному настоятелю — ігумену, який після мене буде, і всім у Христі отцям і братам моїм та дітям по духу, яких зібрала благодать Божа» та «Регули або Уставу чи правила аскетичного чернечого життя на Скитку храму Пресвятої Богородиці, де є приділ преподобного отця нашого Онуфрія Великого», у створенні яких, напевно, Ігнатій з Любарова також брав участь, були знайдені А. С. Петрушевичем наприкінці 50-х років XIX століття в архіві василіянського Підгорецького Благовіщенського монастиря. А. О. Титову були відомі ще 2 списки «Житія..»: у збірках І. О. Вахрамєєва та С. Т. Большакова.
Деякі дослідники ототожнюють автора «Житія..» з ігуменом Тригірського Преображенського монастиря Ігнатієм (Симоновичем), який брав участь у Київському Соборі 13-16 серпня 1628 року.